# خربه السودا
خربه السودا (به عربی: خربة السودا) یک روستا در سوریه است که در استان ریف دمشق واقع شده‌است. خربه السودا ۱۲۴ نفر جمعیت دارد.